# Kameralamt Ehingen
Das Kameralamt Ehingen war eine Einrichtung des Königreichs Württemberg, die im Amtsbezirk Besitz und Einkommen des Staates verwaltete. Es bestand von 1806 bis 1922 in Ehingen. Das Kameralamt wurde im Rahmen der Neuordnung der Staatsfinanzverwaltung im Königreich Württemberg geschaffen. 

## Geschichte
Durch die Verfügungen vom 7. und 14. Juli 1807 wurden die fürstlich von Taxis'schen Ämter Bremelau, Öpfingen und Frankenhofen, die gräflich Schenk von Castell'schen Ämter Berg und Oberdischingen, das gräflich von Stadion'sche Amt Emerkingen und das von Rassler'sche Amt Gamerschwang dem Kameralamt Ehingen zugeteilt.
In den Jahren 1807 bis 1809 wurden dem Kameralamt Ehingen verschiedene Gefälle in den vormals österreichischen Landesteilen, vom Kloster Salmannsweiler und von der Kameralverwaltung Urspring übergeben. 
1811 erhielt das Kameralamt Ehingen die Gefällorte Bühl, Grundsheim, Ober- und Unter-Stadion vom 1810 aufgelösten Kameralamt Uttenweiler zugeteilt.
Bei der Neueinteilung der Kameralämter vom 6. Juni 1819 trat das Kameralamt Ehingen die Orte Hausen ob Munderkingen, Ober- und Unter-Wachingen an das Kameralamt Zwiefalten ab und erhielt dafür den Ort Risstissen vom Kameralamt Wiblingen. Das Rechnungswesen der Reviere Ennahofen, Ringingen (Forstamt Blaubeuren) und Kirchen (Forstamt Zwiefalten), das bisher den 1819 aufgelösten Forstkassenämtern oblag, wurde ebenfalls an das Kameralamt Ehingen übertragen.
Gemäß Verordnung vom 3. Mai 1828 erhielt das Kameralamt Ehingen die bisher dem Kameralamt Ochsenhausen (Biberach) zugeteilt gewesenen Orte des Oberamts Ehingen zugeteilt und trat den zum Oberamt Biberach gehörigen Ort Volkersheim an das Kameralamt Ochsenhausen (Biberach) ab.
Am 1. Juli 1837 wurden die Orte Granheim, Kirchen, Lauterach (mit den vier Parzellen Laufenmühle, Neuburg, Reichenstein und Talheim), Obermarchtal (mit den vier Parzellen Datthausen, Gütelhofen, Lupphofen und Mittenhausen), Rechtenstein (mit Brühlhof) und Untermarchtal mit der Staatsdomäne Mochental vom Kameralamt Zwiefalten an das Kameralamt Ehingen überwiesen. Damit umfasste das Kameralamt Ehingen vollständig den Bezirk des Oberamts Ehingen.
Auf Grund der Verfügung vom 6. März 1843 trat das Kameralamt Ehingen den vom Oberamt Ehingen an das Oberamt Biberach abgetretenen Ort Alberweiler mit Grafenwald an das Kameralamt Ochsenhausen (Biberach) ab.